# Ламонт, Молли
Молли Ламонт (англ. Molly Lamont, 22 мая 1910 — 7 июля 2001) — англо-американская актриса, уроженка Южной Африки.
Молли Ламонт родилась в 1910 году. На киноэкранах дебютировала в британских фильмах в начале 1930-х годов, а её карьера стала активно развиваться после переезда в Голливуд в середине десятилетия. В 1937 году вышла замуж за пилота Эдварда Белланда. Они были в браке до его смерти в 1976 году.
За годы своей карьеры Ламонт появилась более чем в четырёх десятках кинокартин, среди которых «Мария Шотландская» (1936), «Где-нибудь я найду тебя» (1942), «Подозреваемый» (1944), «Тёмный угол» (1946), «Напуганная до смерти» (1947) и «Первый легион» (1951), прежде чем в 1951 году завершила свою кинокарьеру. Актриса умерла в 2001 году в Лос-Анджелесе в возрасте 91 года.